# Karl Muck
Karl Muck, též psáno Carl Muck, (22. října 1859 Darmstadt – 4. března 1940 Stuttgart) byl německý dirigent.

## Život
Karl Muck se narodil v Darmstadtu, avšak jeho rodina pocházela z Würzburgu; jeho děd tam pracoval jako oční lékař. Karlův otec Jacob (1824-1891) působil mimo jiné v letech 1858-1859 jako ředitel Městského divadla v Brně, do Würzburgu se vrátil po smrti otce (1858) a stal se tam tajemníkem okresního soudu. Kolem roku 1870 obdržela rodina švýcarské občanství. Karl studoval nejprve na gymnáziu ve Würzburgu. Díky hudebně založené rodině získal v té době i první hudební výuku (hra na klavír a housle, hudební teorie), brzy hrál na klavír komorní hudbu a na housle v místním symfonickém orchestru. Vystudoval klasickou filologii na univerzitách v Heidelbergu a od roku 1878 Lipsku (promován 1880). Současně navštěvoval lipskou konzervatoř, kde se učil hře na klavír u C. Reineckeho, hudební teorii u E. F. Richtera a hudební vědě u O. Paula. Roku 1880 debutoval jako pianista v lipském Gewandhausu, s doprovodem Gewandhaus-Orchester hrál klavírní koncert č. 1 b moll Franze Xavera Scharwenky.
V průběhu 80. let 19. století postupně budoval svou dirigentskou kariéru; působil v Curychu (1880-1881), Salcburku (1881-1882), Brně (1882-1884, první kapelník), Štýrském Hradci (1884-1886, současně vedoucí Štýrského hudebního spolku) a v Německém zemském divadle v Praze (1886-1892) pod vedením ředitele Angela Neumanna. V roce 1892 byl povolán do Berlínské dvorní opery na místo 1. kapelníka (tutéž funkci současně zastávali Richard Strauss a Bruno Walter), od roku 1908 byl jejím šéfdirigentem (Musikdirektor). V letech 1894-1911 se rovněž jako pravidelný hostující dirigent účastnil Slezských hudebních slavností ve Zhořelci.
Zejména od doby působení v pražském Německém zemském divadle se věnoval interpretaci děl Richarda Wagnera, která se stala jeho specializací. Roku 1889 dirigoval první provedení Prstenu Nibelungova v Rusku (Petrohrad a Moskva). I v dalších působištích se věnoval Wagnerovým dílům (též např. v letech 1903-04 v londýnské Královské opeře v Covent Garden a v letech 1904-06 u Vídeňské filharmonie). Po smrti Felixe Mottla (1911) a Hanse Richtera (1916) byl nejautoritativnějším wagnerovským dirigentem. Od roku 1901 dirigoval na Hudebních slavnostech v Bayreuthu, a to především Parsifala. I po Wagnerově smrti jej odmítal dirigovat jinde než v Bayreuthu, pro který jej Mistr určil. Rezignoval po smrti Wagnerovy vdovy Cosimy (1930).
Již v letech 1906-1908 vedl Muck americký Boston Symphony Orchestra a od roku 1912 působil v Bostonu jako jeho šéfdirigent. Přestože byl švýcarský občan, jeho proněmecké názory i lpění na převážně německém repertoáru vedly po vstupu Spojených států amerických do I. světové války k jeho internaci pro podezření ze špionáže (1918). Ta trvala více než rok a jednou ze záminek bylo hojně medializované Muckovo údajné odmítnutí dirigovat americkou hymnu na jednom ze zájezdních koncertů.
Roku 1919 se Muck vrátil do Evropy a působil v Mnichově (1919-22) a v Amsterdamu (1920-1925). Od roku 1922 stál v čele Hamburské filharmonie. Roku 1933 odešel na odpočinek; posledním koncertem, který dirigoval, byl slavnostní koncert v Lipsku k 50. výročí Wagnerovy smrti.
Karl Muck byl známý svými německo-nacionálními a antisemitskými názory; i to hrálo úlohu při jeho americké internaci. Tímto zaměřením spoluvytvářel politickou atmosféru Hudebních slavností v Bayreuthu. Krátce před svou smrtí, ke svým 80. narozeninám, obdržel Adlerschild des Deutschen Reiches.
Pro Muckovo dirigování byla charakteristická absolutní věrnost partituře. Oproti subjektivnímu romantizování upřednostňoval stálé tempo, relativně rychlé a důrazné, záleželo mu na přesném rytmu. Jeho přísnost při zkouškách byla pověstná.
Vedle Wagnera dirigoval Muck nejčastěji Antona Brucknera, ale pěstoval širší repertoár. Zejména ve svém americkém období seznamoval americké obecenstvo vedle klasické německé hudby i s moderními autory, a to jak německými (Gustav Mahler, Arnold Schönberg), tak s jinými evropskými (Claude Debussy, Jean Sibelius).
Karl Muck byl jedním z prvních významných dirigentů, kteří po sobě zanechali zvukové záznamy. Nahrávky, které s Boston Symphony Orchestra pořídil roku 1917 pro firmu Victor Company, jsou vůbec prvními orchestrálními gramofonovými nahrávkami. Ve dvacátých letech natočil řadu wagnerovských nahrávek, z nichž nejvýznamnější jsou rozsáhlé úryvky z Parsifala.

## Diskografie
- Petr Iljič Čajkovskij: Symfonie č. 4, Finále; Orchestrální suita č. 1, Miniaturní pochod; Boston Symphony Orchestra; Victor (1917)
- Richard Wagner: Lohengrin, předehra ke III. dějství; Boston Symphony Orchestra; Victor (1917)
- Richard Wagner: Parsifal, I. a III. jednání (úryvky); Orchester der Bayreuther Festspiele; Columbia-UK (1913)
- Richard Wagner: Mistři pěvci norimberští (předehra), Soumrak bohů (Siegfriedova cesta po Rýně, smuteční pochod), Lohengrin (předehra), Tristan a Isolda (předehra); Orchester der Berliner Staatsoper; His Master's Voice (1927, 1928)
- Richard Wagner: Bludný Holanďan, Tannhäuser (předehry); Orchester der Berliner Staatsoper; His Master's Voice (1928)
- Richard Wagner: Parsifal, I. a III. jednání (úryvky), sbor květinových dívek z II. jednání; Orchester der Berliner Staatsoper; His Master's Voice (1927, 1928)
- Richard Wagner: Siegfried-Idyll; Orchester der Berliner Staatsoper; His Master's Voice (1929)